# Navy Seals: giovani eroi
Navy Seals: giovani eroi (The Finest Hour) è un film del 1992 diretto da Shimon Dotan.
È un film drammatico statunitense con Rob Lowe, Gale Hansen e Tracy Griffith ambientato nel mondo dei Navy SEAL.

## Trama
Due giovani  militari arruolatisi in marina,  devono sostenere un durissimo addestramento  per entrare a far parte del corpo speciale dei Navy Seals. Qui diverranno amici fin quando una donna metterà in crisi questa amicizia. I due prenderanno strade diverse fin quando  si ritroveranno a combattere nuovamente fianco a fianco nella Guerra del Golfo.

## Produzione
Il film, diretto da Shimon Dotan  su una sceneggiatura  dello stesso  Dotan e di Stuart Schoffman , fu prodotto da Menahem Golan per la 21st Century Film Corporation e girato a San Diego in California dal 1º ottobre al 27 novembre 1990.

## Distribuzione
Il film fu distribuito negli Stati Uniti  dalla Columbia TriStar Home Video  con il titolo The Finest Hour.
Alcune delle uscite internazionali sono state:
- in Francia il maggio 1991 (Cannes Film Market)
- negli Stati Uniti ottobre 1991 (American Film Market)
- in Portogallo il 29 maggio 1992 (Conflito no Golfo)
- in Spagna il 21 agosto 1992 (Halcones de mar)
- in Ungheria il 2 aprile 1993  (Víz alatti kommandó)
- in Finlandia (Koodinimi Aavikkomyrsky)
- in Svezia (Operation ökensköld)
- in Germania (S.E.A.L.S. - Die härteste Elitetruppe der U.S. Marine)
- in Italia (Navy Seals: giovani eroi o Navy Seals - I giovani eroi)